# 蒲钦顺宅院
蒲钦顺宅院，位于中国青海省湟源县城关镇万丰街东中沙13号，为青海省市县级文物保护单位，公布日期为2001年3月13日，类型为古建筑。
蒲钦顺宅院的历史年代为清。